# Acantholimon alexandri
Acantholimon alexandri är en triftväxtart som beskrevs av Andrej Aleksandrovitj Fjodorov. Acantholimon alexandri ingår i släktet Acantholimon och familjen triftväxter. Inga underarter finns listade i Catalogue of Life.